# إريك بريندون
إريك بريندون هو لاعب كرة قدم برازيلي، ولد في 23 مايو 1995.

## وصلات خارجية
- إريك بريندون على موقع قاعدة بيانات كرة القدم.إي يو (الإنجليزية)
- إريك بريندون على موقع Soccerway.com (الإنجليزية)
- إريك بريندون على موقع عالم كرة القدم.نت (الإنجليزية)